# Ephies schwarzeri
Ephies schwarzeri là một loài bọ cánh cứng trong họ Cerambycidae.